# هلن جورج
هلن جورج (به انگلیسی: Helen George) زادهٔ ۱۹ ژوئن ۱۹۸۴ با نام هلن توماس هنرپیشه اهل انگلستان است. وی در نقش تریکسی فرانکلین در مجموعه تلویزیونی درام قابله را خبر کن شبکه بی‌بی‌سی ایفای نقش کرده‌است.

## اوایل زندگی
جورج با نام هلن توماس در هاربورن، بیرمنگام از نیل توماس استاد علوم سیاسی و از مارگارت توماس مددکار اجتماعی در ۱۹ ژوئن ۱۹۸۴ زاده شد. وی یک خواهر دامپزشک به نام الیزابت دارد.
وی فارغ‌التحصیل از آکادمی سلطنتی موسیقی، در لندن و مدرسه بازیگری بیرمنگام است.

## زندگی شخصی
جورج با الیور بوت هنرپیشه در دسامبر ۲۰۱۲ ازدواج کرد. این دو هنگامی که در مجموعه تلویزیونی هتل بابل باهم بودند آشنا شدند، اما چند سال بعد رابطه خود را آغاز کردند. در اوت ۲۰۱۵، نمایندگان جورج تأیید کردند که وی و بوت پس از سه سال از ازدواج از هم جدا شدند.
در آوریل ۲۰۱۶، وی با جک اشتون هنرپیشه و همکار وی در مجموعه تلویزیونی قابله را خبر کن رابطه خود را آغاز کردند. در سپتامبر ۲۰۱۷، جورج و اشتون صاحب یک دختر به نام رن آیوی شدند.